# Кекеш, Дьёрдь
Дьёрдь Кекеш (венг. Kékes György, р.21 июня 1966) — венгерский борец греко-римского стиля, призёр чемпионатов Европы.

## Биография
Родился в 1966 году в Будапеште. В 1989 году занял 4-е место на чемпионате Европы. В 1991 и 1992 годах становился бронзовым призёром чемпионата Европы. В 1992 году стал серебряным призёром чемпионата Европы, и занял 14-е место на чемпионате мира. В 1996 году занял 8-е место на чемпионате Европы, а кроме того принял участие в Олимпийских играх в Атланте, но стал там лишь 12-м.